# Хескин, Кэм
Кэм Эрика Хескин (англ. Kam Erika Heskin; род. 8 мая 1973, Гранд-Форкс, Северная Дакота) — американская актриса. Она получила известность благодаря роли Кейтлин Ричардс Дешанель (придя на замену Ванессе Дорман) в сериале канала NBC «Любовь и тайны Сансет Бич» с июня 1998 по декабрь 1999 года. В 2006 и 2008 годах она заменила Маккензи Уэстмор в роли Шеридан Крейн в сериале «Страсть».

## Биография
Хескин родилась и выросла в Гранд-Форкс, штат Северная Дакота, а затем окончила колледж в Миннесоте. После сериала «Любовь и тайны Сансет Бич» она продолжила карьеру актрисы и снялась в таких проектах, как «Седьмое небо», «Ангел» и «Зачарованные». В 2000 году она сыграла главную роль в триллере «Заложники», после чего стала сниматься преимущественно в эпизодических ролях в фильмах «Мартовские коты», «Планета обезьян» и «Поймай меня, если сможешь». В 2003 году она сыграла главную роль в хорошо принятой критиками независимой комедии «Гордость и предрассудки», затем снялась в провальной комедии «Грязная любовь» (2005) с Дженни Маккарти, отмечаясь в списке кандидатов на антипремию «Золотая малина» за худшую женскую роль второго плана. После этого она заменила актрису Джулию Стайлз в Direct-to-video сиквелах фильма «Принц и я».

## Фильмография
- Генри: портрет убийцы-маньяка (1996)
- Блэкджек (1998)
- Заложники (2000)
- Мартовские коты (2001)
- Планета обезьян (2001)
- Поймай меня, если сможешь (2002)
- Влад (2003)
- Гордость и предрассудки (2003)
- История одной девушки (2003)
- Грязная любовь (2005)
- Принц и я 2: Королевская свадьба (2006)
- Принц и я 3: Медовый месяц (2008)
- Принц и я 4 (2010)